# KRK Uralec
KRK Uralec ali Jekaterinburška športna palača je zaprta športna dvorana, ki se nahaja v Jekaterinburgu v Rusiji. Uporablja se za različne dogodke v zaprtih prostorih in je domača arena hokejskega kluba Avtomobilist Jekaterinburg. Kapaciteta arene je 5500 gledalcev.